# Jessica Lundy
Jessica Lundy (* 20. März 1966 in San Diego, Kalifornien) ist eine US-amerikanische Schauspielerin.

## Leben und Karriere
Jessica Lundy wurde 1966 in San Diego geboren. Ihre Eltern sind Joel, der Onkologe war, und Jean (geb. MacDonal) Lundy. Nachdem Lundy die New York University besuchte, trat sie in New-Yorker-Clubs auf. Ihr Schauspieldebüt feierte Lundy im Jahr 1988 in Die grellen Lichter der Großstadt in der Rolle der Theresa. Im gleichen Jahr spielte sie in der Komödie Caddyshack an der Seite von Robert Stack und Jackie Mason, der ihren Vater spielte. Als Sharon ist sie in der Horrorkomödie Vampire’s Kiss zu sehen, bevor sie Rollen in den Fernsehserien Golden Girls, Die Dinos, Outer Limits – Die unbekannte Dimension, Party of Five, Dharma & Greg, Without a Trace – Spurlos verschwunden, Missing – Verzweifelt gesucht, Monk, Pushing Daisies, Saving Grace, The Game, Medium – Nichts bleibt verborgen, Ehe ist…, Numbers – Die Logik des Verbrechens, 90210, Castle und Criminal Minds spielte. Sie stand zuletzt für den Fernsehfilm Of Two Minds vor der Kamera.

## Filmografie (Auswahl)
- 1988: Die grellen Lichter der Großstadt (Bright Lights, Big City)
- 1988: Caddyshack II
- 1989: Vampire’s Kiss
- 1992: Seinfeld (Fernsehserie, zwei Folgen)
- 1992: Weiblich, ledig, jung sucht (Single White Female)
- 1992: Golden Girls (The Golden Girls, Fernsehserie, zwei Folgen)
- 1992–1994: Die Dinos (Dinosaurs, Fernsehserie, acht Folgen)
- 1993–1994: The Second Half (Fernsehserie, 15 Folgen)
- 1994: I Love Trouble – Nichts als Ärger (I Love Trouble)
- 1995–1996: Silver Girls (Hope & Gloria, Fernsehserie, 35 Folgen)
- 1996: Outer Limits – Die unbekannte Dimension (The Outer Limits, Fernsehserie, Folge 2x21 Vanishing Act)
- 1997: Party of Five (Fernsehserie, fünf Folgen)
- 1998: Dharma & Greg (Fernsehserie, Folge 2x11 Dharmas Rache)
- 1998: Die nackte Wahrheit über Männer und Frauen (Denial)
- 2003: Without a Trace – Spurlos verschwunden (Without a Trace, Fernsehserie, Folge 1x16 Schatten der Vergangenheit)
- 2004: Missing – Verzweifelt gesucht (1-800-Missing, Fernsehserie, Folge 2x04 Resurrection)
- 2004: Monk (Fernsehserie, Folge 2x15 Mr. Monk heiratet Sharona)
- 2007: Pushing Daisies (Fernsehserie, Folge 1x06 Biester)
- 2007: Saving Grace (Fernsehserie, Folge 1x02 Bring It On, Earl)
- 2007: The Game (Fernsehserie, Folge 1x19 The Big Chill)
- 2007: Medium – Nichts bleibt verborgen (Medium, Fernsehserie, Folge 3x12 In den Schuhen einer Toten)
- 2007: Ehe ist… (’Til Death, Fernsehserie, Folge 1x2 Die Eishockey-Lüge)
- 2009: Numbers – Die Logik des Verbrechens (Numb3rs, Fernsehserie, Folge 6x04 Wie im Film)
- 2010: 90210 (Fernsehserie, Folge 3x06 Oscars Rache)
- 2011: Castle (Fernsehserie, Folge 4x05 Im Auge des Betrachters)
- 2011: Criminal Minds (Fernsehserie, Folge 6x16 Am Ende des Traums)
- 2012: Of Two Minds (Fernsehfilm)